# Florida Everblades
Florida Everblades je profesionální americký klub ledního hokeje, který sídlí v Esteru na Floridě. Do ECHL vstoupil v ročníku 1998/99 a hraje v Jižní divizi v rámci Východní konference. Své domácí zápasy odehrává v hale Germain Arena s kapacitou 7 186 diváků. Klubové barvy jsou námořnická modř, zelená, šedá a bílá. Jedná se o farmu klubů Carolina Hurricanes (NHL) a Charlotte Checkers (AHL).
Klub je vítězem Kelly Cupu ze sezóny 2011/12, trofeje pro vítěze ECHL.

## Úspěchy
- Vítěz ECHL ( 1× )
  - 2011/12

## Přehled ligové účasti
Zdroj:
- 1998–2003: East Coast Hockey League (Jihovýchodní divize)
- 2003–2014: East Coast Hockey League (Jižní divize)
- 2014–2015: East Coast Hockey League (Východní divize)
- 2015– : East Coast Hockey League (Jižní divize)